# 孫日嚴
孫日嚴（16世紀—17世紀），字敬倩，山西大同府朔州人，明朝政治人物。

## 生平
孫日嚴七歲失去父親，侍奉母親唐氏孝順，曾因母親生病看護三個多月，又喜歡讀書，總以義利之辨定奪君子和小人，得鄉人敬重；萬曆二十二年（1594年）他中舉人，授偃師知縣，調霸州知州，有循良聲譽，卻在四十七年（1619年）大計時因為剛直得罪監司，遭考核為浮躁而降秩一級，他也因此辭官回鄉。不久遼東失守，孫日嚴獲謁選為永平府山海關管糧通判，此職務因軍事繁忙無人願前往，吏部特意讓他擔任，不久他就因為勞累在任內去世，大學士孫承宗為他寫下祭文，入祀鄉賢祠。

## 引用
1. 1 2  雍正《朔州志·卷十·人物志》：孫日嚴 字敬倩，本州人，七歲失怙，事母唐以孝聞，母病衣不解帶者三閱月；喜讀書，每以義利之辨定君子小人，鄉人敬之。舉萬歷甲午鄉試，令偃師、守霸州，所至有循聲，己未大計，以勁直失監司意，坐浮躁鐫秩一級，拂衣歸里有終焉之志。會遼瀋失陷，復謁選得榆關別駕主餉事，軍興旁午人多憚不願往，銓曹特以屬日嚴，以勞瘁卒於官；樞輔愷陽孫公為文致祭，極其傷悼，先後疏請優䘏俱報可侯題覆，所司延入鄉賢祠，畧云：「定省晨昏行孚里中，月旦品題倫類學深，皮囊春秋死，疆場無玷宮牆，陳祝史有光俎豆。」有子柏，舉人，次杆，次貢，能世其家。